# Costus amazonicus
Costus amazonicus är en enhjärtbladig växtart som först beskrevs av Ludwig Eduard Loesener, och fick sitt nu gällande namn av James Francis Macbride. Costus amazonicus ingår i släktet Costus och familjen Costaceae.

## Underarter
Arten delas in i följande underarter:
- C. a. amazonicus
- C. a. krukovii